# Du lịch Ý
 'Du lịch' 'là một trong những ngành kinh tế của Ý.
Quốc gia này, vào năm 2019, đứng thứ năm trên thế giới với 65 triệu lượt khách nước ngoài theo ISTAT, và thứ hai với con số tương đương 221 triệu lượt người nước ngoài, sau Tây Ban Nha (299). Theo ước tính của Ngân hàng Ý năm 2018, ngành du lịch trực tiếp tạo ra hơn 5% GDP quốc gia (13% nếu tính cả GDP được tạo ra gián tiếp) và chiếm hơn 6% lao động .  
Tính đến năm 2018, các địa điểm văn hóa Ý (bao gồm bảo tàng, điểm tham quan, công viên, kho lưu trữ và thư viện) đã lên tới 6.610. Các cơ sở lưu trú đang hoạt động là 218.327, với tổng số 5.175.803 giường . Dòng khách du lịch đến các khu nghỉ dưỡng ven biển là 53%; các thành phố được trang bị tốt nhất là Grosseto cho  farmhouses (217), Vieste cho các khu cắm trại và làng du lịch (84) và Cortina d'Ampezzo cho những người trú ẩn trên núi (20 ).  

## Lịch sử

### Khởi đầu
Nhiều người đã đến thăm Ý trong nhiều thế kỷ, nhưng người đầu tiên đến thăm bán đảo này vì mục đích du lịch là các nhà quý tộc trong tour Grand, beghola
Roma, là thủ đô của Đế chế La Mã hùng mạnh và có ảnh hưởng, thu hút hàng ngàn thành phố và quốc gia từ khắp nơi trên đế quốc, trong đó bao gồm hầu hết các vùng Địa Trung Hải, Bắc Phi, Trung Anh (Anh) và các bộ phận của Trung Đông. Thương nhân và thương gia đã đến Ý từ các bộ phận khác nhau của thế giới.
Khi đế chế La Mã sụp đổ vào năm 476, Roma tuy không còn là trung tâm của đời sống chính trị và văn hóa châu Âu, nhưng mặt khác, nó là cơ sở của Giáo hoàng, mà khi đó quản trị Kitô giáo đang phát triển, có nghĩa là Roma vẫn là một trong những nơi quan trọng của người châu Âu hành hương. Khách hành hương, trong nhiều thế kỷ và vẫn còn đến ngày nay, vẫn đến thành phố này, và đó sẽ là tương đương đầu "du lịch" hay "du lịch tôn giáo". Các đế chế thương mại Venice, Pisa và Genova có nghĩa là một số thương nhân, doanh nghiệp và thương gia từ khắp nơi trên thế giới cũng thường xuyên đến Ý. Vào cuối thế kỷ 16 và đầu thế kỷ 17, với sự phát triển mạnh mẽ của thời kỳ Phục hưng, một số sinh viên đã đến Ý để học kiến trúc Ý, chẳng hạn như Inigo Jones.

### Grand Tour
"Du lịch" thực sự chỉ ảnh hưởng ở Ý trong nửa sau của thế kỷ 17, với sự khởi đầu của Grand Tour. Đây là giai đoạn mà rất nhiều quý tộc châu Âu, nhiều người trong số họ là người Anh, đã đến thăm các nước châu Âu, Ý, Hy Lạp và các địa điểm Địa Trung Hải khác là trong số các địa điểm phổ biến nhất. Họ đến để nghiên cứu kiến trúc cổ và văn hóa địa phương. Grand Tour về bản chất kích hoạt bởi cuốn sách Chuyến đi Ý, viết bởi Linh mục Rôma Richard Lassels, và được xuất bản vào năm 1670. Một khi bên trong khu vực ngày nay là nước Ý, những khách du lịch bắt đầu bằng tham quan Torino trong một thời gian ngắn. Trên đường đi, Milano cũng là một điểm dừng phổ biến, nhưng một chuyến đi đến thành phố không được coi là cần thiết, và một số thông qua, hoặc chỉ đơn giản là ở đó một thời gian ngắn. Nếu một người đến bằng thuyền, sau đó họ sẽ vẫn còn một vài ngày trong Genoa. Tuy nhiên, điểm đến chính ở miền Bắc Italia là Venice, được coi là một điểm dừng quan trọng, cũng như các thành phố xung quanh nó như Verona, Vicenza và Padua. Du khách hiếm khi, nhưng đôi khi, có đến Trieste.

## Các thành phố du lịch chính

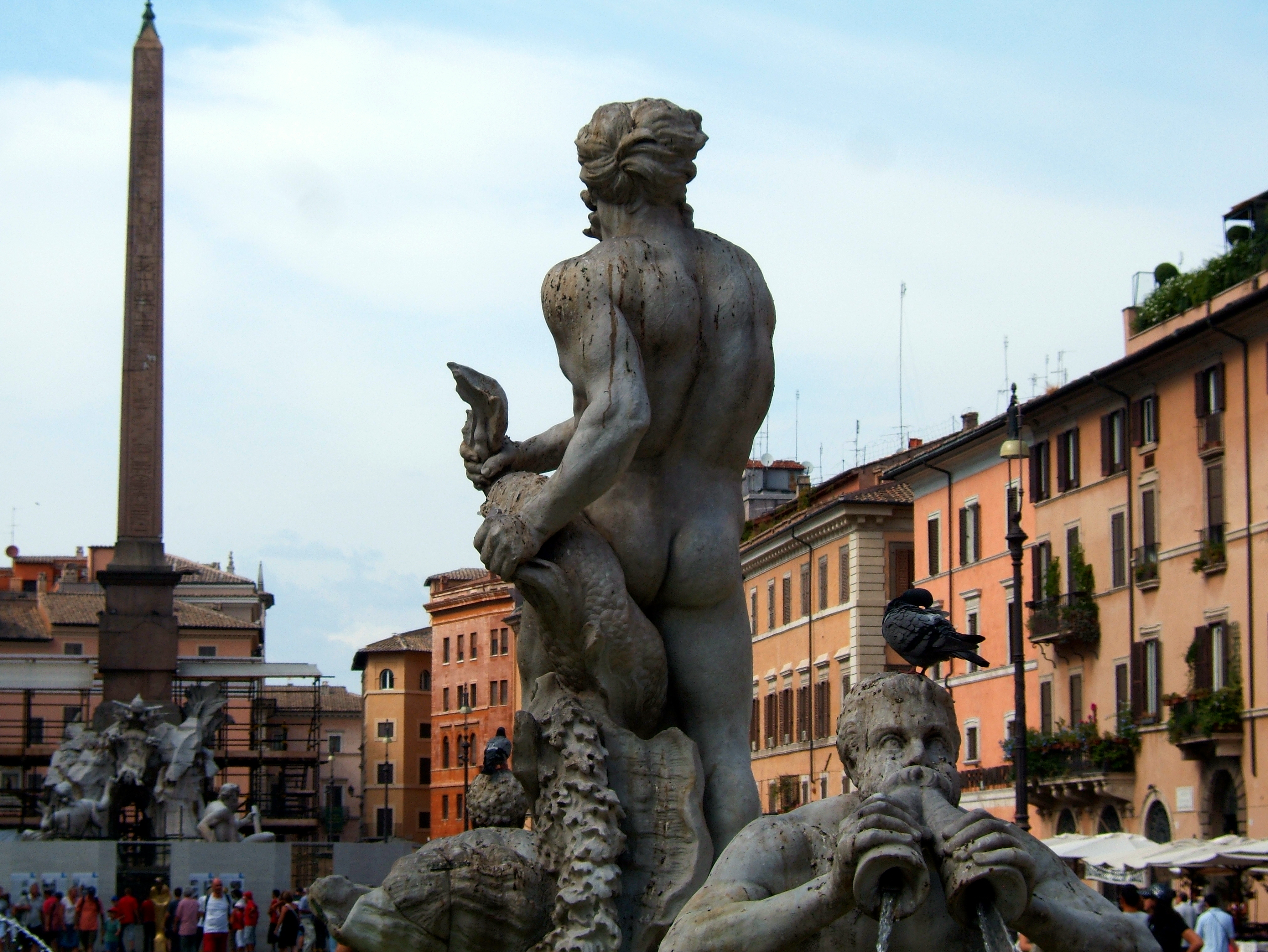
Roma (đài phun nước Neptune, Piazza Navona)

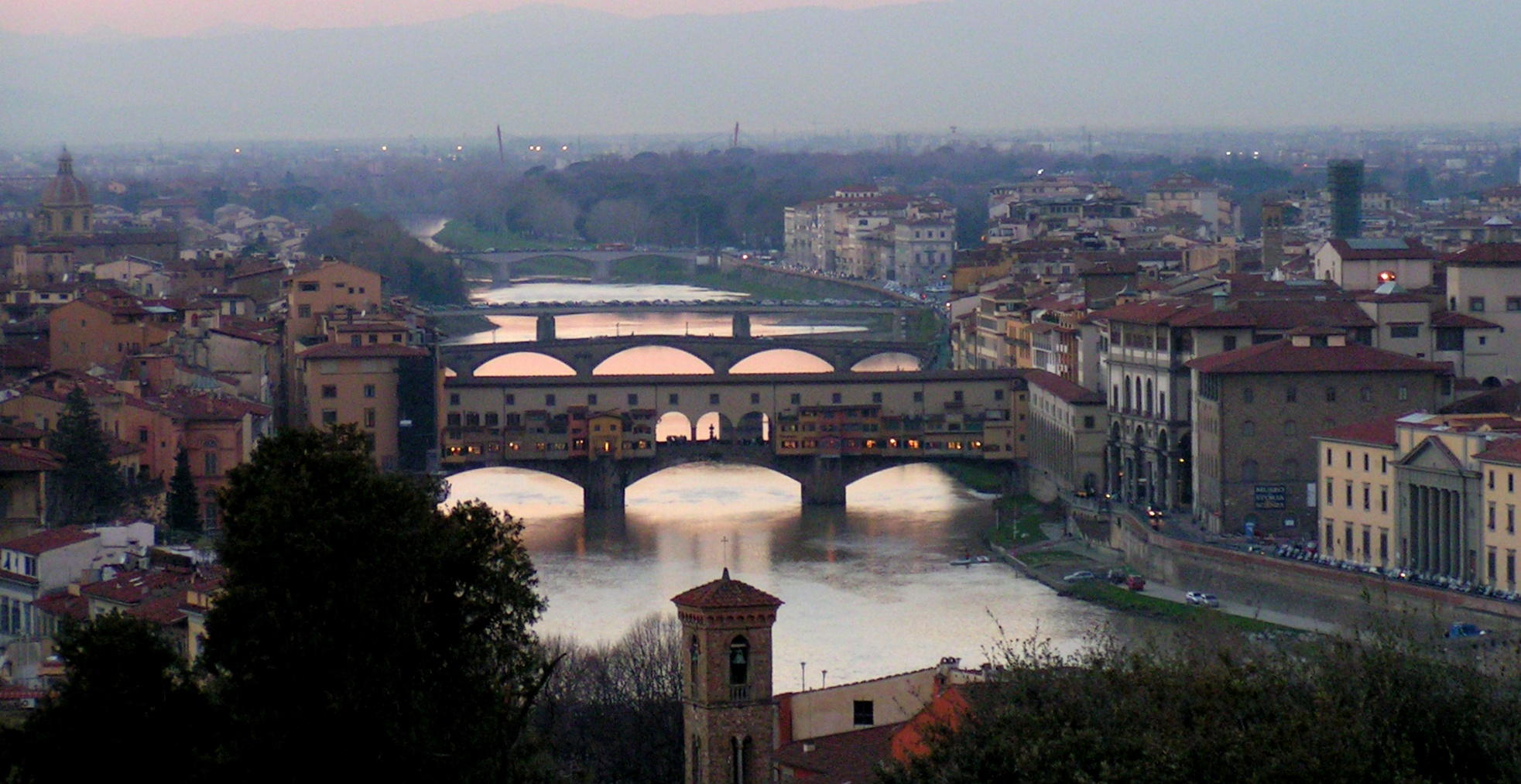
Florence (sông Arno, với cầu Vecchio phía sau)

- Roma (Rome) — thủ đô của Ý từng là trung tâm của nền Văn minh phương Tây, và là trung tâm của Giáo hội Công giáo La Mã
- Bologna — một trong những thành phố đại học lớn trên thế giới được phong phú về lịch sử, văn hóa, công nghệ và thực phẩm
- Firenze (Florence) — thành phố Phục hưng nổi tiếng với kiến trúc nghệ thuật ảnh hưởng khắp thể giới
- Genova (Genoa) — một nước cộng hòa hàng hải trung cổ quan trọng; cảng của nó đã mang lại du lịch và mậu dịch, cùng với nghệ thuật và kiến trúc
- Milano (Milan) — một trong những thành phố thời trang chính của thế giới, mà còn trung tâm quan trọng nhất của Italy thương mại và kinh doanh
- Napoli (Naples) — một trong những thành phố cổ nhất của thế giới phương Tây, trung tâm lịch sử là di sản thế giới UNESCO
- Pisa — một trong những nước cộng hòa hàng hải trung cổ quan trọng, nơi có tháp nghiêng Pisa
- Torino (Turin) — một thành phố công nghiệp nổi tiếng, nhà của FIAT, xe ô tô khác và các ngành công nghiệp hàng không vũ trụ. Le Corbusier xác định Torino là "thành phố với vị trí tự nhiên đẹp nhất thế giới"
- Venezia (Venice) là thành phố du lịch nổi tiếng ở đông bắc Ý, nổi tiếng với các con kênh đẹp.

## Nước trong sự sang trọng ẩn trong lịch sử của Ý

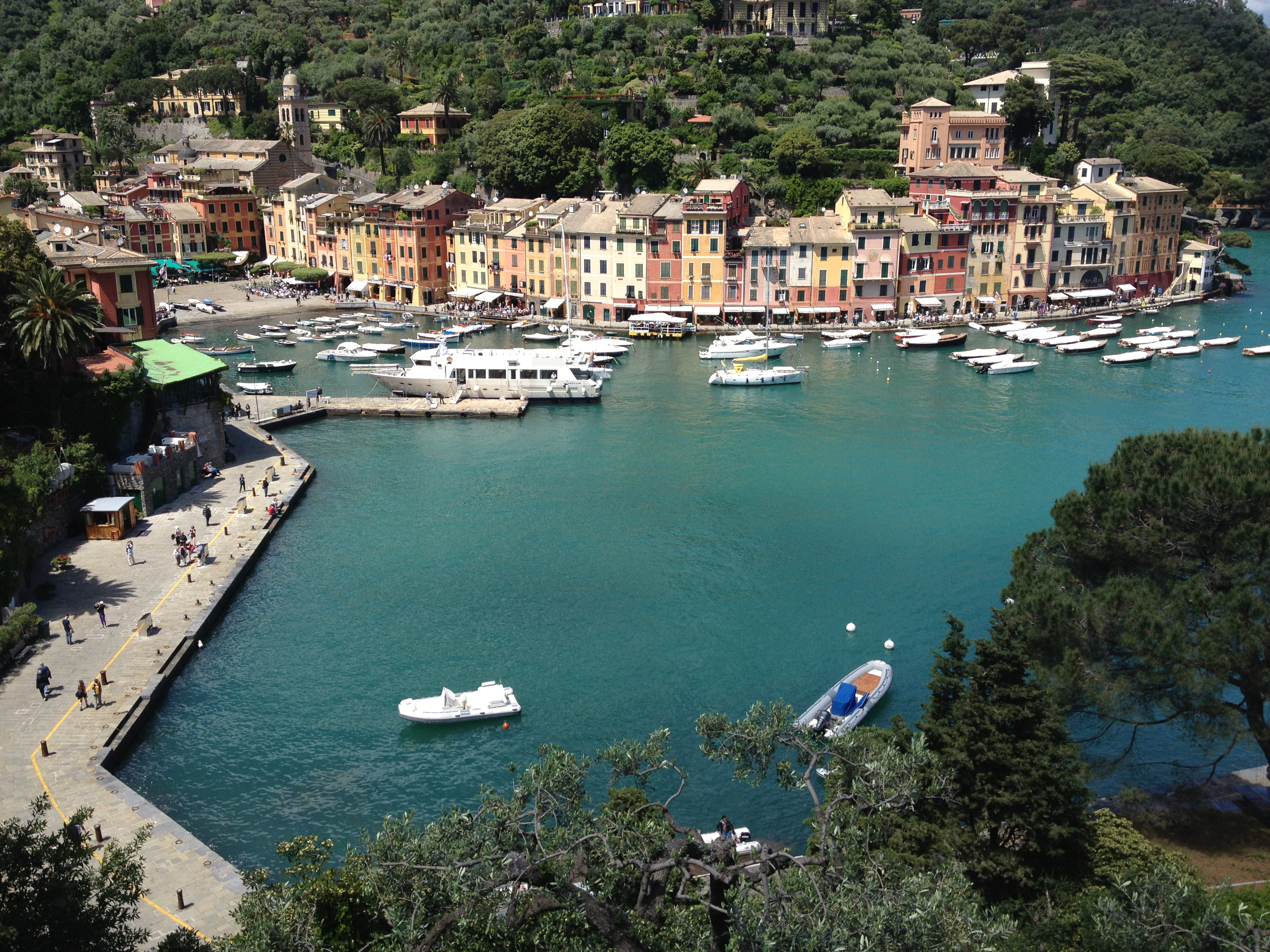
Portofino (sông quan điểm của Portofino vuông, Liguria)

- Portofino (Portofino) — là một cảng cá nhỏ ẩn trong các vùng biển phía bắc nước Ý, nơi có nhiều người Ý có soggioranto artis bao gồm Giuseppe Amisani.
- Lierna (Lierna) — Đó là một ngôi làng cổ xưa trên hồ Como, rất độc đáo và ẩn, nơi những người La Mã cổ đại đã đi đến những ngày nghỉ mùa đông, trong đó có Giulio Cesare và Pliny.Và 'vị trí của Hoàng gia Foundation của Order of the King of Ý, và đặt bạn ở nữ hoàng và hoàng hậu của lịch sử Ý. Rất nổi tiếng với những vùng đất màu mỡ của mình để sản xuất rượu vang và chất lượng nước uống của nó.